# 집락형성단위
미생물학에서 집락형성단위(集落形成單位, Colony-forming unit, CFU)라는 것은 눈에 보이는 박테리아나 균류의 집락 숫자를 확인하고 희석배수와 집락수를 계산하여 단위 부피 또는 무게 당 집락수를 측정하는 것이다. 현미경으로 직접 죽거나 살아있는 모든 세포의 수를 세는 것과는 달리, CFU를 측정하는 것은 보이는 세포들을 측정하는 것이다. 세포가 플레이트에서 처음 자라날 때, 눈에 보이는 콜로니의 발견은 중요하다. 결과는 액체에서는 CFU/mL (밀리리터 당 집락형성단위)로 주어지고, 고체에서는 CFU/g (그램 당 집락형성단위)로 주어진다.

## 같이 보기
- 미생물의 배양법